# Zpětná rotace

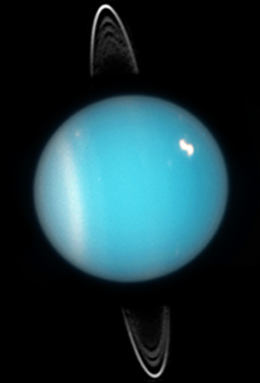
Uran se svými prstenci.

Zpětná rotace nebo retrográdní rotace je rotace planety nebo měsíce v opačném směru, než je směr rotace Země a většiny planet a měsíců ve sluneční soustavě, tedy od východu k západu namísto od západu k východu. Zpětnou rotaci mají ve sluneční soustavě planety Venuše, Uran (ten má osu rotace velmi skloněnou). 

## Rotace Venuše
Venuše má periodu rotace 243,0185 dní a její osa rotace je od směru kolmého k oběžné rovině skloněna o pouhých 2,64°. Důvod toho, proč planeta rotuje zpětně, není znám, ale předpokládá se, že se jedná o následek slapového působení její velmi hmotné atmosféry.

## Rotace Uranu
Uran má periodu rotace 0,718 dní a jeho sklon rotační osy je 97,77°, tedy Uran se jakoby na své dráze „valí“. Toto sklonění osy a zpětná rotace se vysvětlují srážkou Uranu krátce po svém vzniku s nějakým jiným tělesem.